# 萨米·艾伦
萨米·艾伦（英語：Sammy Allen，1938年7月6日—），英国男子草地滚球运动员。他曾代表北爱尔兰参加1982年英联邦运动会草地滚球比赛，获得男子四人铜牌。